# Epipleoneura venezuelensis
Epipleoneura venezuelensis – gatunek ważki z rodziny łątkowatych (Coenagrionidae). Szeroko rozpowszechniony w Ameryce Południowej; stwierdzono go w Kolumbii, północnej Wenezueli, południowej Brazylii, centralnej Boliwii i północno-wschodniej Argentynie.